# Claude E. Carpenter
Claude E. Carpenter (* 26. September 1904 in Glendale, Utah; † 18. Februar 1976 in Seattle, Washington) war ein US-amerikanischer Szenenbildner, der drei Mal für den Oscar für das beste Szenenbild nominiert war.

## Leben
Carpenter begann seine Laufbahn als Szenenbildner in der Filmwirtschaft Hollywoods 1938 in dem unter der Regie von George Stevens entstandenen Abenteuerfilm Aufstand in Sidi Hakim (Gunga Din) mit Cary Grant, Douglas Fairbanks Jr. und Victor McLaglen. Er arbeitete bis 1968 an der szenischen Ausstattung von über sechzig Filmen mit.
Bei der Oscarverleihung 1945 war er erstmals für den Oscar für das beste Szenenbild in einem Schwarzweißfilm nominiert, und zwar zusammen mit Albert S. D’Agostino, Carroll Clark und Darrell Silvera für den Musicalfilm Step Lively (1944) von Tim Whelan mit Frank Sinatra, George Murphy und Adolphe Menjou.
Die nächste Oscar-Nominierung für das beste Szenenbild in einem Schwarzweißfilm erhielt Carpenter abermals zusammen mit Albert S. D’Agostino, Darrell Silvera sowie Jack Okey 1946 für Experiment in Terror (1944), ein von Jacques Tourneur mit Hedy Lamarr, George Brent und Paul Lukas in den Hauptrollen.
Seine dritte und letzte Nominierung für den Oscar für das beste Szenenbild in einem Schwarzweißfilm erhielt Carpenter gemeinsam Lyle R. Wheeler, Leland Fuller und Thomas Little bei der Oscarverleihung 1953 für den unter der Regie von Elia Kazan entstandenen Spielfilm Viva Zapata! (1952) mit Marlon Brando als ‚Emiliano Zapata‘ sowie Jean Peters und Anthony Quinn in weiteren Hauptrollen.

## Filmografie (Auswahl)
- 1942: Es waren einmal Flitterwochen (Once Upon a Honeymoon)
- 1943: Ohne Rücksicht auf Verluste (Bombardier)
- 1943: Higher and Higher
- 1944: Step Lively
- 1946: Berüchtigt (Notorious)
- 1947: Sindbad der Seefahrer (Sindbad the Sailor)
- 1948: Jenny (Portrait of Jennie)
- 1951: Der Tag, an dem die Erde stillstand (The Day the Earth Stood Still)
- 1951: Die Piratenkönigin (Anne of the Indies)
- 1952: Viva Zapata!
- 1952: Liebe, Pauken und Trompeten (Stars and Stripes Forever)
- 1953: Blondinen bevorzugt (Gentlemen Prefer Blondes)
- 1954–1958: The George Burns and Gracie Allen Show (Fernsehshow)
- 1955–1959: The Bob Cummings (Fernsehshow)
- 1962: Hatari!
- 1962–1963: Have Gun – Will Travel (Fernsehserie)
- 1964: The Addams Family (Fernsehserie)
- 1965: Revolver diskutieren nicht (Town Tamer)
- 1965: Rote Linie 7000 (Red Line 7000)
- 1966: Ein Fall für Harper (Harper)
- 1966: Simson ist nicht zu schlagen (A Fine Madness)
- 1968: Inferno am Fluß (Blue)